# Pardosa zorimorpha
Pardosa zorimorpha là một loài nhện trong họ Lycosidae.
Loài này thuộc chi Pardosa. Pardosa zorimorpha được Embrik Strand miêu tả năm 1907.